# Xenagama wilmsi
Xenagama wilmsi is een hagedis uit de familie agamen (Agamidae). De soort is endemisch in de Hoorn van Afrika. De soort komt voor in Ethiopië en Somalië.